# Joseph W. Huber

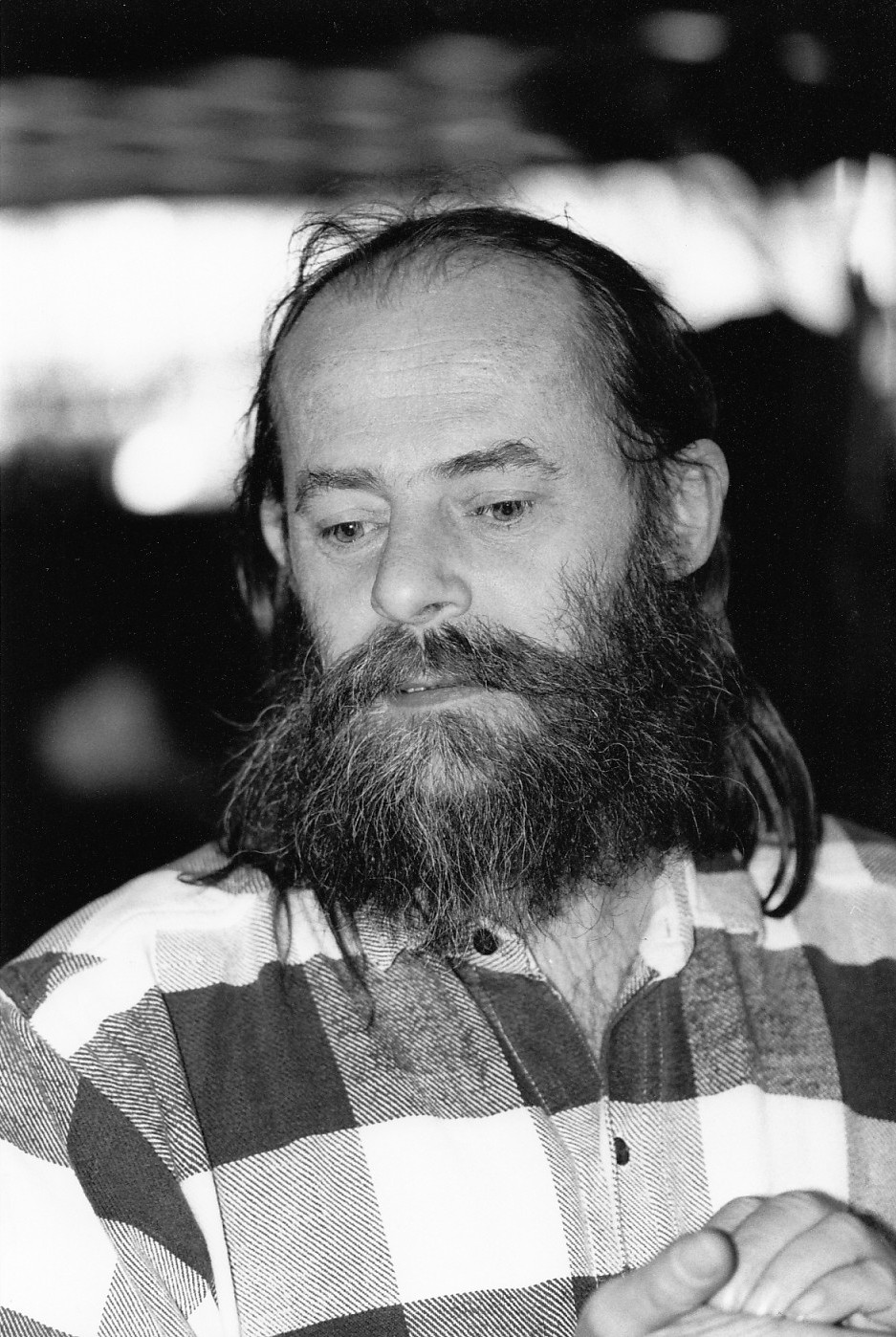
Joseph W. Huber, 1996

Joseph W. Huber (* 26. Juni 1951 in Halle (Saale); † 5. August 2002) war ein deutscher Künstler.

## Leben
Huber lebte seit 1959 in Berlin, seit 1977 zusammen mit Karla Sachse. Huber absolvierte eine Ausbildung zum Offsetdrucker, war später jedoch in verschiedenen Berufen tätig. Von 1971 bis 1980 war Huber im Zeichenzirkel von Robert Rehfeldt aktiv, bereits 1976 nahm er erste Mail-Art-Kontakte auf und begann zugleich eine intensive Ausstellungstätigkeit. Seit 1979 gab er kritische und satirische Motive als Postkarten und Plakate heraus und gründete nach der Wende die edition Karte'll. Sein gesamtes Mail-Art-Archiv verkaufte er später an das Staatliche Museum Schwerin. Huber wurde 1981 Mitglied im Verband Bildender Künstler der DDR. Am 5. August 2002 beging er Suizid.

## Projekte und Ausstellungen
- Nature is life – save it, Projekt 1977

Beteiligt an den retrospektiven Mail-Art-Ausstellungen:
- Mail Art Osteuropa – im internationalen Netzwerk im Staatlichen Museum Schwerin 1996 (Katalog)
- ... keine Kunst? Mail Art-Projekte im Museum für Post und Kommunikation Berlin 1997
- Mail Art Saarland–DDR: Schmuggelgut oder Kassiber? in der Saarländischen Universitäts- und Landesbibliothek Saarbrücken 2000 und in der Universitätsbibliothek Leipzig 2001 (Katalog).